# Katharine Susannah Prichard
Katharine Susannah Prichard (4 décembre 1883 – 2 octobre 1969) est une écrivaine australienne et la cofondatrice du Parti communiste d'Australie (1920-1991).

## Biographie
Prichard est née à Levuka, aux Fidji, en 1883, de parents australiens. Son père, journaliste, travaille pour un journal local. Âgée de trois ans, sa famille revient en Australie. Elle passe son enfance à Launceston, en Tasmanie, puis déménage à Melbourne, où elle obtient une bourse d'études au South Melbourne College. Elle travaille comme gouvernante et journaliste dans le Victoria, puis se rend en Angleterre en 1908. Elle publie son premier roman en 1915, The Pioneers, roman historique ayant en toile de fond la colonisation du Gippsland.
Elle se marie en 1919 à un héros de guerre australien Hugo Throssell (en) (un héros autralien de la Première Guerre mondiale, ayant combattu au Moyen-Orient, notamment à la Bataille des Dardanelles). Le couple s'installe en Australie-Occidentale. Elle a deux grandes passions, la politique et l'écriture littéraire. Elle est l'un des membres fondateurs du Parti communiste d'Australie en 1920, et est, une grande partie de sa vie harcelée pour ses engagements politiques, sans jamais renoncer.
Ses deux principaux romans, qui lui ont donné une notoriété nationale et internationale, écrits dans les premières années de son mariage, sont Working Bullocks, publié en 1926, qui met en scène les traumatismes physiques et émotionnels des travailleurs du bois, et Coonardoo, publié en 1929, un roman qui est devenu célèbre pour sa description franche des relations entre les hommes blancs et les femmes aborigènes australiennes dans le nord-ouest de l'Australie, un sujet tabou à l'époque. Elle publie d'autres romans, essais, pièces de théâtre et recueils de poésie.
Son autobiographie Subtle Flame est publiée quelques années avant sa mort.
Elle est décédée en 1969 à son domicile.
Le cratère vénusien Prichard a été nommé en son honneur.